# Jakub Moder
Jakub Moder (Szczecinek, 7 de abril de 1999) es un futbolista polaco que juega en la demarcación de centrocampista para el Feyenoord de la Eredivisie de Países Bajos.

## Selección nacional
Tras jugar en las selecciones sub-17, sub-18, sub-19, sub-20 y sub-21, finalmente el 4 de septiembre de 2020 debutó con la selección absoluta de Polonia en un partido de la Liga de Naciones de la UEFA 2020-21 contra Países Bajos que finalizó con un resultado de 1-0 a favor del combinado neerlandés tras el gol de Steven Bergwijn.

### Participaciones en Eurocopas
| Copa          | Sede     | Resultado    | Partidos | Goles |
| ------------- | -------- | ------------ | -------- | ----- |
| Eurocopa 2020 | Europa   | Primera fase | 2        | 0     |
| Eurocopa 2024 | Alemania | Primera fase | 3        | 0     |

## Clubes
| Club                         | País         | Año       | Partidos | Goles |
| ---------------------------- | ------------ | --------- | -------- | ----- |
| Lech II Poznań               | Polonia      | 2016-2018 | 61       | 7     |
| Lech Poznań                  | Polonia      | 2018      | 1        | 0     |
| Odra Opole                   | Polonia      | 2018-2019 | 35       | 4     |
| Lech Poznań                  | Polonia      | 2019-2020 | 55       | 9     |
| Brighton & Hove Albion F. C. | Inglaterra   | 2021-2025 | 71       | 2     |
| Feyenoord                    | Países Bajos | 2025-     | 19       | 4     |